# Saconides

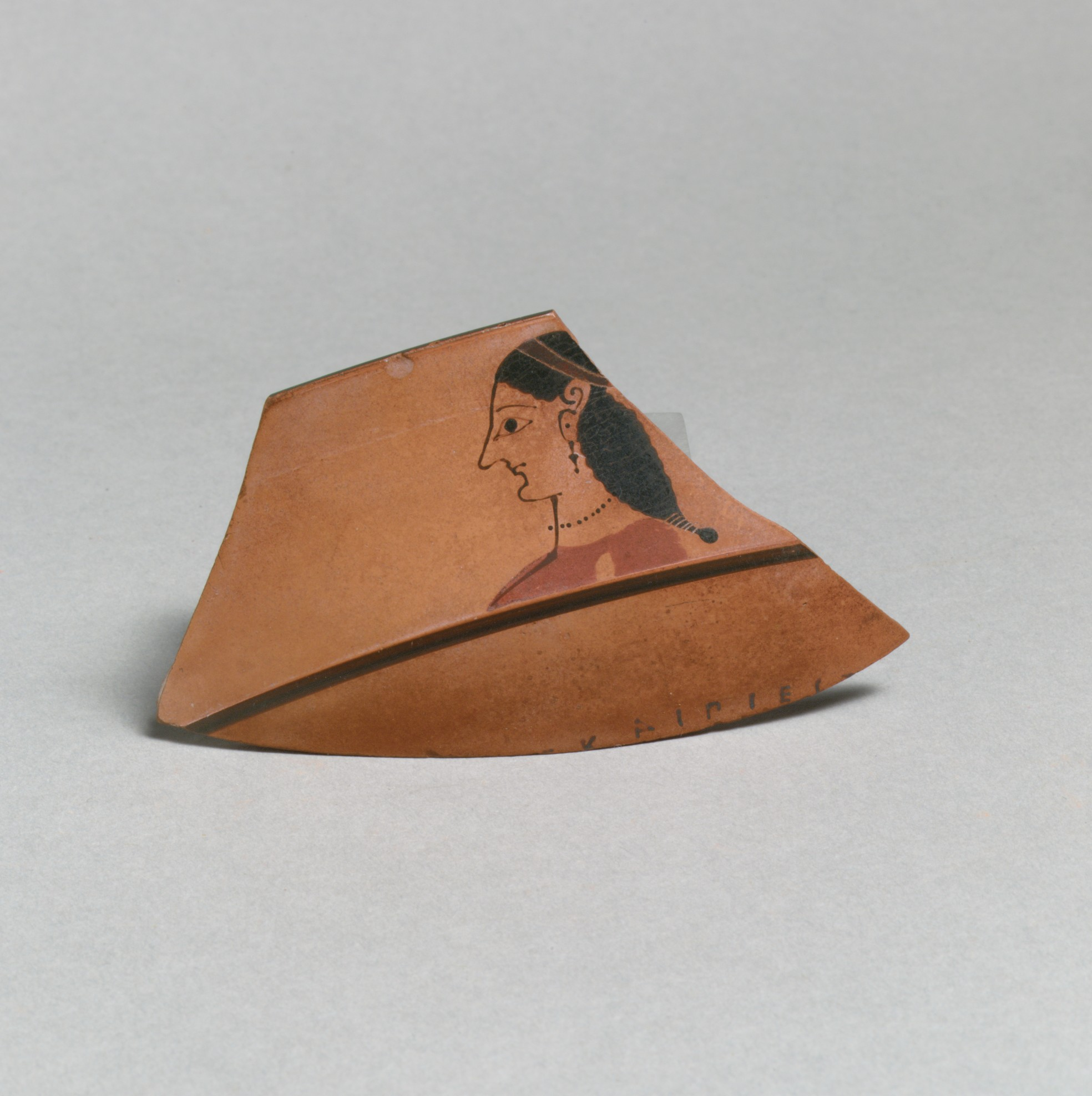
Fragmento de una copa de labios: Cabeza femenina en el estilo de figuras rojas. Museo Metropolitano de Arte (51.125.10).

Saconides (en griego antiguo: Σακωνίδης, romanizado: Sakōnidēs) fue un pintor de vasos de cerámica ática de figuras negras. Estuvo activo en Atenas entre el 550 y el 530 a. C.  y es uno de los últimos Pequeños maestros.
Saconides pintó casi exclusivamente copas de los pequeños maestros, muchas de los cuales firmó. Fabricó sus característicos kílixes . Es más conocido por sus copas de labios, que tienen grandes cabezas femeninas de perfil a cada lado del labio. A menudo decoraba sus copas por ambos lados con cabezas de mujeres de perfil, como también se conoce de otros pintores del mismo período. Es similar al pintor Lido, algunos investigadores incluso quisieron identificarlo con él. Saconides trabajó con varios alfareros: Euqueiro, Tlempólemos, Isquilo y Caulos.